# Liste der Bodendenkmäler in Egglkofen
Auf dieser Seite sind die Bodendenkmäler in der oberbayerischen Gemeinde Egglkofen zusammengestellt. Diese Tabelle ist eine Teilliste der Liste der Bodendenkmäler in Bayern. Grundlage ist die Bayerische Denkmalliste, die auf Basis des Bayerischen Denkmalschutzgesetzes vom 1. Oktober 1973 erstmals erstellt wurde und seither durch das Bayerische Landesamt für Denkmalpflege geführt wird. Die folgenden Angaben ersetzen nicht die rechtsverbindliche Auskunft der Denkmalschutzbehörde.

## Bodendenkmäler in Egglkofen
| Lage       | Objekt | Akten-Nr.     | Bild |
| ---------- | --- | ------------- | ---- |
| (Standort) | Untertägige mittelalterliche und frühneuzeitliche Befunde im Bereich der katholischen Filialkirche St. Johannes der Täufer in Piesenkofen.                   | D-1-7540-0002 |      |
| (Standort) | Untertägige spätmittelalterliche und frühneuzeitliche Befunde im Bereich der katholischen Pfarrkirche Mariä Himmelfahrt in Egglkofen.                        | D-1-7640-0019 |      |
| (Standort) | Untertägige spätmittelalterliche und frühneuzeitliche Befunde im Bereich des Schlosses Egglkofen und seiner Vorgängerbauten mit abgegangener Schlosskapelle. | D-1-7640-0020 |      |
| (Standort) | Untertägige mittelalterliche und frühneuzeitliche Befunde im Bereich der katholischen Filialkirche St. Emmeram in Harpolden.                                 | D-1-7640-0022 |      |
| (Standort) | Untertägige spätmittelalterliche und frühneuzeitliche Befunde im Bereich der katholischen Pfarrkirche St. Nikolaus in Tegernbach.                            | D-1-7640-0025 |      |
| (Standort) | Turmhügel des späten Mittelalters und der frühen Neuzeit. | D-1-7640-0087 |      |